# Bitka pri Tearcoat Swamp
Bitka pri Tearcoat Swamp ali bitka pri močvirju Tearcoat je bila bitka med ameriško revolucionarno vojno med patriotsko milico pod vodstvom podpolkovnika Francisa Mariona in lojalistično milico pod vodstvom podpolkovnika Samuela Tynesa. Bitka se je odvijala 25. oktobra 1780 na območju današnjega okrožja Clarendon v Južni Karolini.

## Ozadje
Po bitki pri Camdenu in kasnejšem porazu ter odhodu kontinentalne vojske iz Južne Karoline je Francis Marion, že podpolkovnik, ki je poveljeval milici Williamsburg na območju Pee Dee, uporabil svojo milico, sestavljeno iz 20 do 70 mož, za nadlegovanje sovražnih sil in motenje oskrbovalnih poti. Marion in njegova milica sta delovala predvsem v Južni Karolini, med rekama Pee Dee in Santee skozi celo leto 1780. Za razliko od redne vojske je Marionova milica uporabljala gverilsko vojskovanje za napadanje in nadlegovanje tako britanske vojske kot lojalističnih milic na tem območju. Marionova milica je bila sestavljena iz državljanov, kmetov in sužnjev iz okoliške pokrajine. Zaradi pomanjkanja vojaškega materiala so ti možje sami priskrbeli orožje, konje in hrano. V zameno so se lahko pridružili milici in jo kadar koli po lastni presoji svobodno zapustili. V začetku jeseni je Marion prejel dopis od generala Horatia Gatesa, ki ga je spodbujal, naj nadaljuje svojo ofenzivo. Okrepljen z zaupanjem se je Marion preselil na območje Brittons Necka v Južni Karolini. Sprva se državljani okoliškega območja niso odzvali na Marionov poziv k orožju, vendar je po grožnji z odhodom v Severno Karolino Marion uspel zbrati 152 mož.

## Razporeditve
24. oktobra je generalmajor Nisbet Balfour ukazal podpolkovniku Samuelu Tynesu, naj vodi in usposablja lojalistično milico na območju High Hills med Salemom v Južni Karolini in Nelsons Fordom. Lojalisti so si priskrbeli orožje in zaloge iz Camdena ter se odpravili na območje blizu močvirja Tearcoat. Polkovnik Tynes je nameraval okrepiti svoje število in usposobiti moške za vojskovanje. Tynes je svoje moške utaboril v razcepu reke Black River, tako da je imel močvirje Tearcoat za hrbtom, saj je verjel, da bo to zaščitilo njegove moške pred sovražnikom. Britancem pa ni bilo znano, da je skupina Marionovih izvidnikov opazovala in poročala o položaju lojalistov. Ko je slišal za sovražnikovo gibanje, je Marion izrazil, da je to odlična priložnost, "da razbijejo skupino, preden bi se njeni na novo pridobljeni spreobrnjenci utrdili v načelih, ki so jih nejevoljno sprejeli". Marion se je na skrivaj odločil napasti lojaliste pri Tearcoatu, preden bi lahko zbrali še več mož. Marion je molčal o svojem načrtu napada, in celo njegovi lastni možje niso vedeli za nameravano akcijo. Da bi še bolj prikril svoj načrt, je Marion pred odhodom razširil govorice, da se bosta on in njegovi možje odpravili na McCallumov trajekt. Marion je zbral svoje moške in zapustil svoj tabor v Kingstreeju zjutraj 25. oktobra ter vodil svojih 152 mož proti Salemu.

## Bitka
Po celodnevnem potovanju je Marion pozno ponoči prispel do reke Black River in uspešno prebrodil svoje moške. Ko je dosegel nasprotni breg, je Marion poslal (dva?) mlada moža, da izvidita sovražnikov položaj. Mlada moža sta kmalu poročala Marionu, da je budnih le nekaj lojalistov, ki so igrali karte. Splošna varnost lojalistične obrambe je bila ohlapna. Marion je odložil napad do polnoči, ko je menil, da bo sovražnik najbolj ranljiv. Kmalu po polnoči je Marion prebudil svoje može in jih razdelil v tri skupine. Ponovno je uporabil isto taktiko, ki mu je prinesla zmago v bitki pri Black Mingu: napad bi potekal v obliki trizoba, pri čemer bi skupine napadale z leve, desne in sredine (ki ji je poveljeval sam Marion). Po zavzetju položajev je Marion signaliziral napad z izstrelitvijo pištole, skupine pa so se na konjih z vpitjem in streljanjem z orožjem pognalo v napad. Na Marionovo zadovoljstvo je napad uspel točno po načrtih, saj so bili lojalisti popolnoma presenečeni. Bitka se je končala po prvem napadu. Lojalisti so imeli 6 mrtvih in 14 ranjenih, medtem ko je bilo ujetih še 23. Marionova sila je izgubila le dva konja.

## Posledice
Bitka je bila moralna spodbuda za Marionovo milico. Z uspehom napada so patrioti lahko zajeli zaloge v skupni vrednosti več kot 80 mušket, številne uzdane in osedlane konje ter živila. Mnogi od 23 lojalistov so bili osupli in navdušeni nad Marionovimi četami, saj česa takega še niso doživeli, kar je povzročilo številne prebege k patriotski stvari. Na Marionovo žalost podpolkovnik Tynes ni bil med ujetimi, saj je skupaj z nekaj lojalisti pobegnil v močvirje Tearcoat. Čeprav je bila bitka nujna zmaga, je bilo to drugič, da Marionu ni uspelo zajeti poveljujočega častnika v vrstah lojalistov, za katerega je verjel, da so ključ do konca lojalističnega gibanja. Marion bo kasneje dodelil stotniku Williamu Clayu Snipesu nalogo, da izsledi lojalističnega vodjo, kar je privedlo do končnega zajetja Tynesa. Po bitki pri močvirju Tearcoat je bilo lojalistično gibanje na območju Salema praktično zatrto.